# Dolichopus finitus
Dolichopus finitus är en tvåvingeart som beskrevs av Walker 1849. Dolichopus finitus ingår i släktet Dolichopus och familjen styltflugor. Inga underarter finns listade i Catalogue of Life.